# Тобијана (Пистоја)
Тобијана је насеље у Италији у округу Пистоја, региону Тоскана.
Према процени из 2011. у насељу је живело 904 становника. Насеље се налази на надморској висини од 384 м.